# 포천 농약 음독 사건
포천 농약 음독 사건(抱川農藥飮毒事件)은 2011년부터 2014년까지, 대한민국 경기도 포천시에서 그라목손(Paraquat)를 이용하여 일가족 3명을 음독해 사망케하고 1명을 중태에 빠뜨리게한 사건이다.

## 사건 전개
지난 2011년 노 여인이이라고 알려진 노○자가 전 남편에게 건낼 음료수에 치사량의 제초제를 넣은 것이 사건의 시작점이다. 남편이 음료수를 먹고 사망할 당시 목격자의 진술로 자살이 결론지어졌다. 그후 1년뒤 폐 질환을 앓은 시어머니와 남편을 모두 한해에 떠나 보낼 심정으로 모두 사망케 했는데, 수상하게 여긴 보험사의 신고로 사건의 전말이 드러났다. 시어머니가 마실 피로회복 음료에 제초제를 넣었고, 남편 역시 음식에 제초제를 넣어 장기간 복용해 고통에 몸부림 치다가 죽게 만든것이다. 그후 2015년 2월, 피의자는 체포되었다. 더욱 충격적인 것은 친딸에게도 같은 방법으로 범죄를 벌였고, 딸은 현재 폐 섬유화가 진행 중이라고 한다.

## 재판 결과
보험금을 노리고 농약으로 연쇄 살인을 벌이고 구속한 피의자 노씨는, 1심 재판결과, 검찰이 피고인에게 사화(이 세상)에서 영원히 격리해야 한다며 사형을 구형하였고,
1심에서 피고인에게 무기징역과 전자발찌 10년을 선고했다. 항소심에서도 무기징역을 선고받았다.

## 같이 보기
- 상주 농약 음료수 음독 사건
- 청송 농약 소주 음독 사건